# Krzyż burgundzki

Krzyż Burgundzki

Krzyż burgundzki (fr. Croix de Bourgogne), znany również jako krzyż ostrzewiowy – używana w heraldyce odmiana krzyża św. Andrzeja.

## Zarys historii
Różniący się od krzyża św. Andrzeja tylko tym, że ramiona krzyża nie są gładkie, lecz ukazują sęki na gałązkach. Krzyż burgundzki pojawił się po raz pierwszy ok. 1408 na sztandarach księcia Burgundii, który walczył po stronie Anglików w czasie wojny stuletniej. Używany był także przez burgundzką gwardię króla Filipa Pięknego, zaś później przez wszystkich tych, którzy uważali się za rzeczywistych czy moralnych spadkobierców dawnej Burgundii: w heraldyce hiszpańskich kolonii w Ameryce, we fladze Niderlandów Austriackich pod koniec XVIII wieku, w Holandii w insygniach Orderu Wilhelma, w Belgii w oznakach orderu Zasług Cywilnych z XIX wieku, przez hiszpańskich karlistów w XIX i XX wieku, przez faszystowskich belgijskich reksistów i ich Legion Waloński w XX wieku oraz w XX i XXI wieku na sztandarach pułkowych niektórych regimentów piechoty w siłach zbrojnych Hiszpanii.
Krzyż burgundzki stosowała na sztandarach polska piechota w okresie potopu szwedzkiego w XVII wieku.